# Aurélio Buta
Aurélio Gabriel Ulineia Buta (sinh ngày 10 tháng 2 năm 1997) là một cầu thủ bóng đá người Bồ Đào Nha thi đấu cho câu lạc bộ Bỉ Royal Antwerp F.C. theo dạng cho mượn từ Benfica ở vị trí hậu vệ.

## Sự nghiệp câu lạc bộ
Vào ngày 6 tháng 8 năm 2016, Buta có màn ra mắt cho Benfica B trong trận đấu tại LigaPro 2016–17 trước Cova da Piedade. Vào ngày 31 tháng 8 năm 2017, anh gia nhập đội bóng Bỉ Royal Antwerp F.C. theo một bản hợp đồng cho mượn dài hạn.

## Thống kê sự nghiệp
Tính đến trận đấu diễn ra ngày 15 tháng 4 năm 2017
| Câu lạc bộ          | Mùa giải            | Giải vô địch        | Giải vô địch | Giải vô địch | Cúp     | Cúp       | Cúp Liên đoàn | Cúp Liên đoàn | Châu Âu | Châu Âu   | Khác    | Khác      | Tổng cộng | Tổng cộng |
| Câu lạc bộ          | Mùa giải            | Hạng đấu            | Số trận      | Bàn thắng    | Số trận | Bàn thắng | Số trận       | Bàn thắng     | Số trận | Bàn thắng | Số trận | Bàn thắng | Số trận   | Bàn thắng |
| ------------------- | ------------------- | ------------------- | ------------ | ------------ | ------- | --------- | ------------- | ------------- | ------- | --------- | ------- | --------- | --------- | --------- |
| Benfica B           | 2016–17             | LigaPro             | 29           | 2            | —       | —         | —             | —             | —       | —         | —       | —         | 29        |           |
| Benfica B           | 2017–18             | LigaPro             | 0            | 0            | —       | —         | —             | —             | —       | —         | —       | —         | 0         | 0         |
| Benfica B           | Tổng cộng           | Tổng cộng           | 29           | 2            | —       | —         | —             | —             | —       | —         | —       | —         | 29        | 2         |
| Tổng cộng sự nghiệp | Tổng cộng sự nghiệp | Tổng cộng sự nghiệp | 29           | 2            | 0       | 0         | 0             | 0             | 0       | 0         | 0       | 0         | 29        | 2         |